# Biksti (stacja kolejowa)
Biksti – stacja kolejowa w miejscowości Bikstu stacija, w gminie Dobele, na Łotwie. Położona jest na linii Jełgawa - Lipawa.

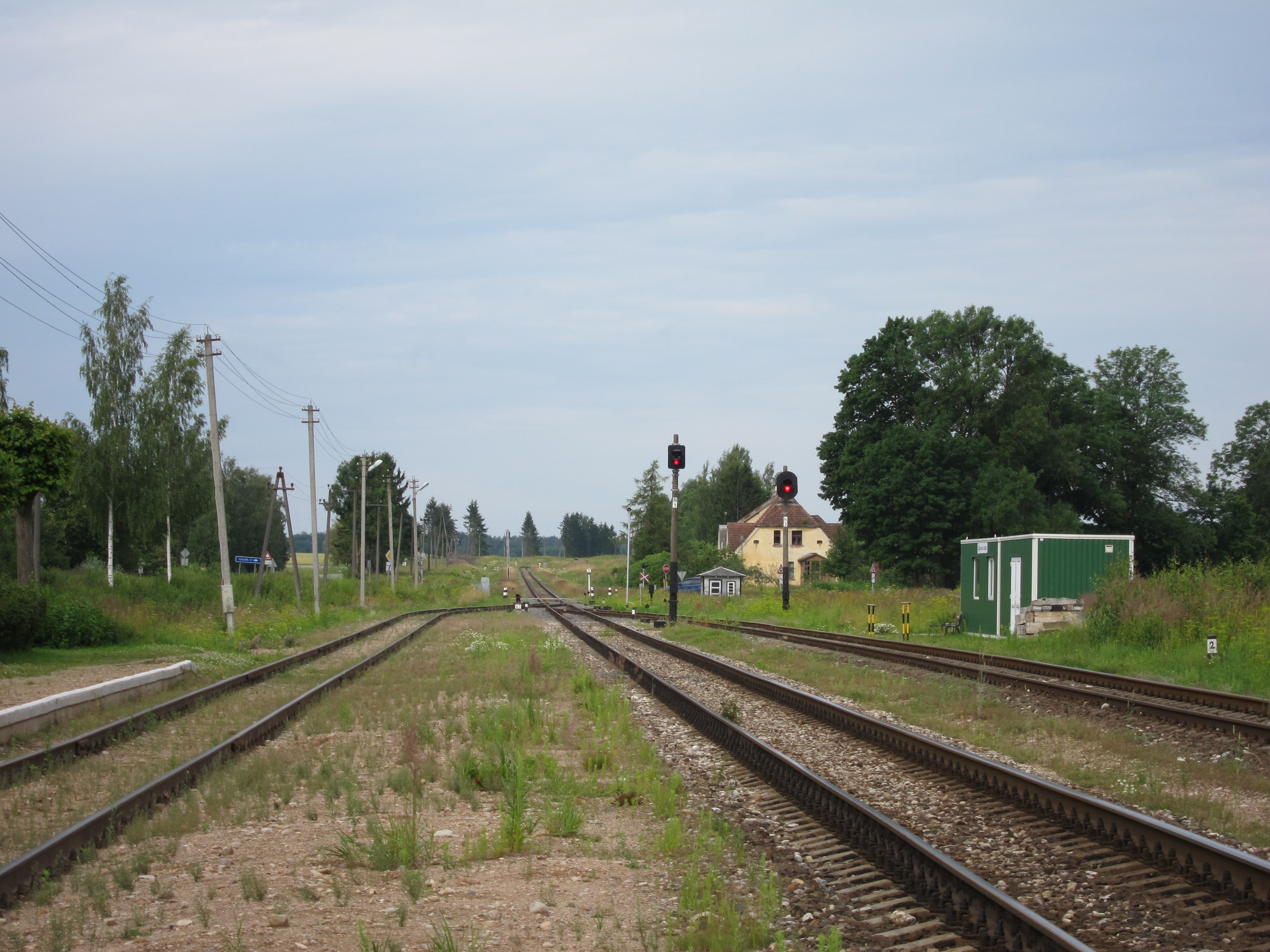
Widok w stronę Lipawy